# Красний Яр (Кабанський район)
Красний Яр (рос. Красный Яр) — село Кабанського району, Бурятії Росії. Входить до складу Сільського поселення Красноярське.
Населення — 378 осіб (2015 рік).